# Dolní Žandov
Obec Dolní Žandov (německy Untersandau) se nachází v okrese Cheb, kraj Karlovarský. Žije zde přibližně 1 200 obyvatel.

## Historie
První písemná zmínka o obci pochází z roku 1197, kdy ves daroval vévoda Jindřich Břetislav tepelskému klášteru. Někdy mezi roky 1261 a 1278 byl Žandov povýšen na město. Patřil do majetku tepelského kláštera a od druhé poloviny 13. století byl připojen k panství hradu Kynžvart. V roce 1347 byl při bojích mezi Karlem IV. a Ludvíkem Bavorem došlo k jeho zničení. V roce 1374, kdy jej vlastnili páni z Rýzmburka, by pustý. Boreš V. z Rýzmburka měl založit nové město u nově budovaného hradu Boršegrýn. Výstavba se nerealizovala a místo ní byl obnoven Dolní Žandov. Od té doby se vystřídali v držení různí vlastníci, posledními byli Metternichové.
Jako z drtivé většiny německojazyčné město byl roku 1938 připojen v nacistické Třetí říši. Po druhé světové válce k došlo k vysídlení původních obyvatel.

## Obyvatelstvo
Při sčítání lidu v roce 1921 zde žilo 1 460 obyvatel, z toho pět Čechoslováků, 1 448 obyvatel německé národnosti a sedm cizozemců. K římskokatolické církvi se hlásilo 1420 obyvatel, 10 k evangelické církvi, 20 k církvi československé, devět k jiné církvi a jeden byl bez vyznání.
| Rok            | 1869  | 1880  | 1890  | 1900  | 1910  | 1921  | 1930  | 1950 | 1961 | 1970 | 1980 | 1991 | 2001 | 2011 |
| -------------- | ----- | ----- | ----- | ----- | ----- | ----- | ----- | ---- | ---- | ---- | ---- | ---- | ---- | ---- |
| Počet obyvatel | 1 687 | 1 625 | 1 468 | 1 411 | 1 554 | 1 460 | 1 594 | 756  | 750  | 681  | 721  | 955  | 991  | 942  |
| Počet domů     | 213   | 226   | 217   | 219   | 223   | 223   | 251   | 183  | 209  | 133  | 145  | 173  | 184  | 198  |

| Rok            | 1869  | 1880  | 1890  | 1900  | 1910  | 1921  | 1930  | 1950  | 1961  | 1970  | 1980 | 1991  | 2001  | 2011  |
| -------------- | ----- | ----- | ----- | ----- | ----- | ----- | ----- | ----- | ----- | ----- | ---- | ----- | ----- | ----- |
| Počet obyvatel | 3 529 | 3 410 | 3 196 | 2 964 | 3 068 | 2 912 | 2 979 | 1 258 | 1 102 | 1 022 | 967  | 1 152 | 1 187 | 1 161 |
| Počet domů     | 494   | 520   | 497   | 497   | 498   | 501   | 532   | 319   | 225   | 211   | 216  | 264   | 282   | 300   |

## Části obce
- Dolní Žandov (k. ú. Dolní Žandov a Brtná u Dolního Žandova)
- Horní Žandov (k. ú. Horní Žandov)
- Podlesí (k. ú. Podlesí u Dolního Žandova a část k. ú. Úbočí u Dolního Žandova)
- Salajna (k. ú. Salajna)
- Úbočí (k. ú. Úbočí u Dolního Žandova)

Od 1. ledna 1976 do 23. listopadu 1990 k obci patřily i Jesenice, Malá Šitboř, Mokřina, Těšov a Velká Šitboř.

## Pamětihodnosti
- Kostel svatého Michaela
- smírčí kříž před severní obvodovou zdí kostela
- socha svatého Antonína Paduánského
- přírodní rezervace Mechové údolí v k. ú. obce
- přírodní rezervace Lipovka v k. ú. obce

Severozápadně od obce na Křížovém vrchu stála kaple Svatého Kříže, kolem které vedla Křížová cesta.

## Galerie

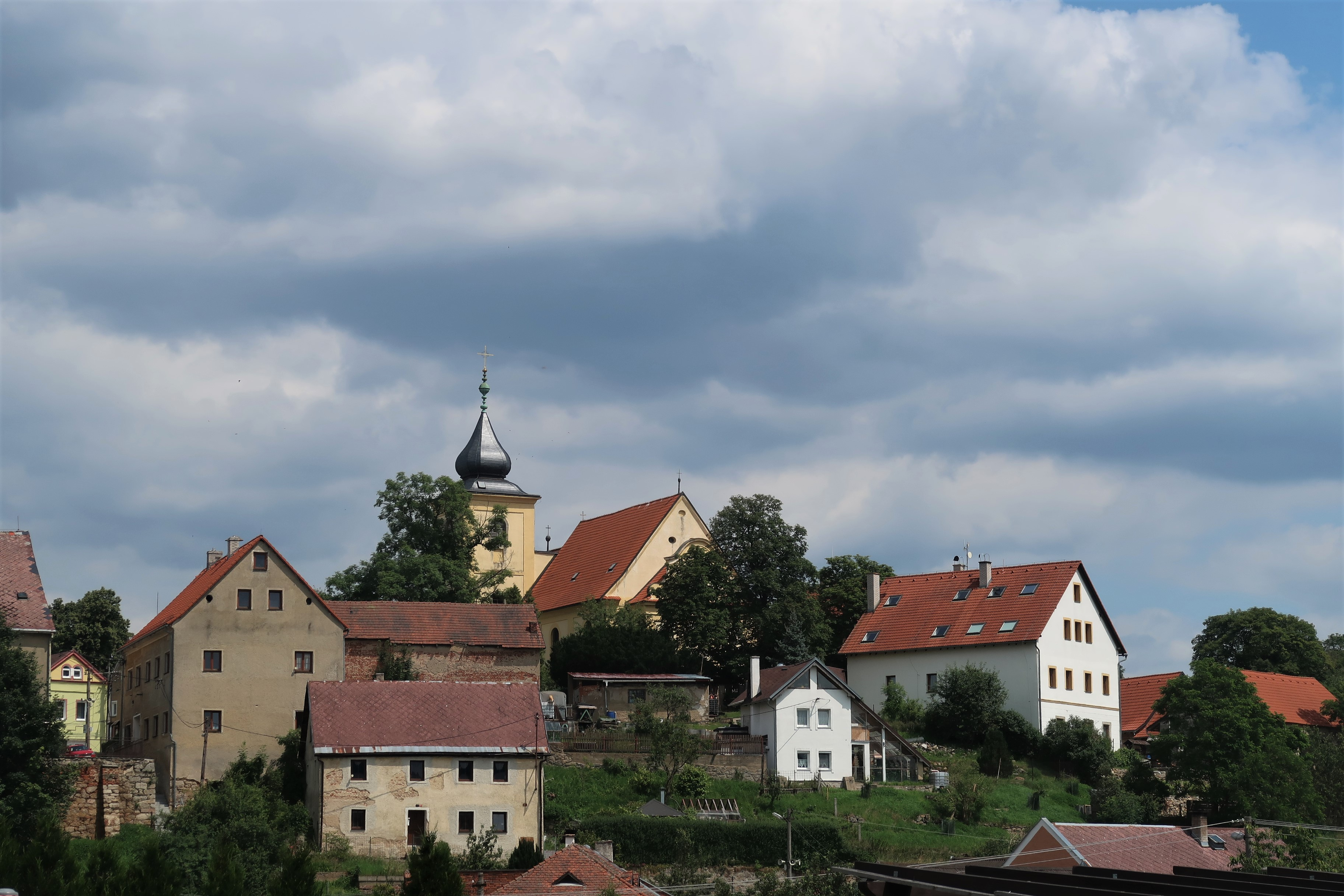
Centrum města pohledem z ulice k nádraží
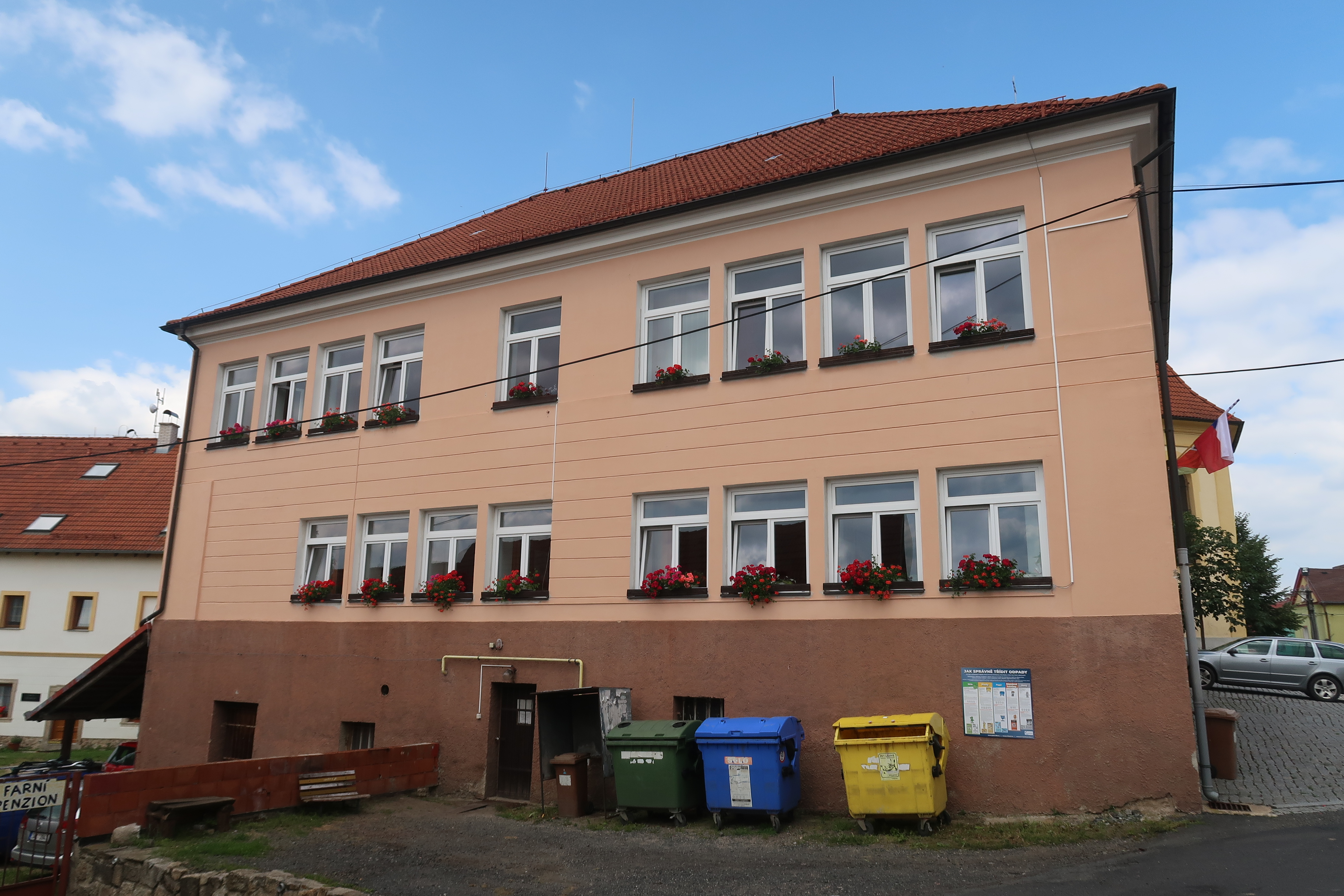
Obecní úřad
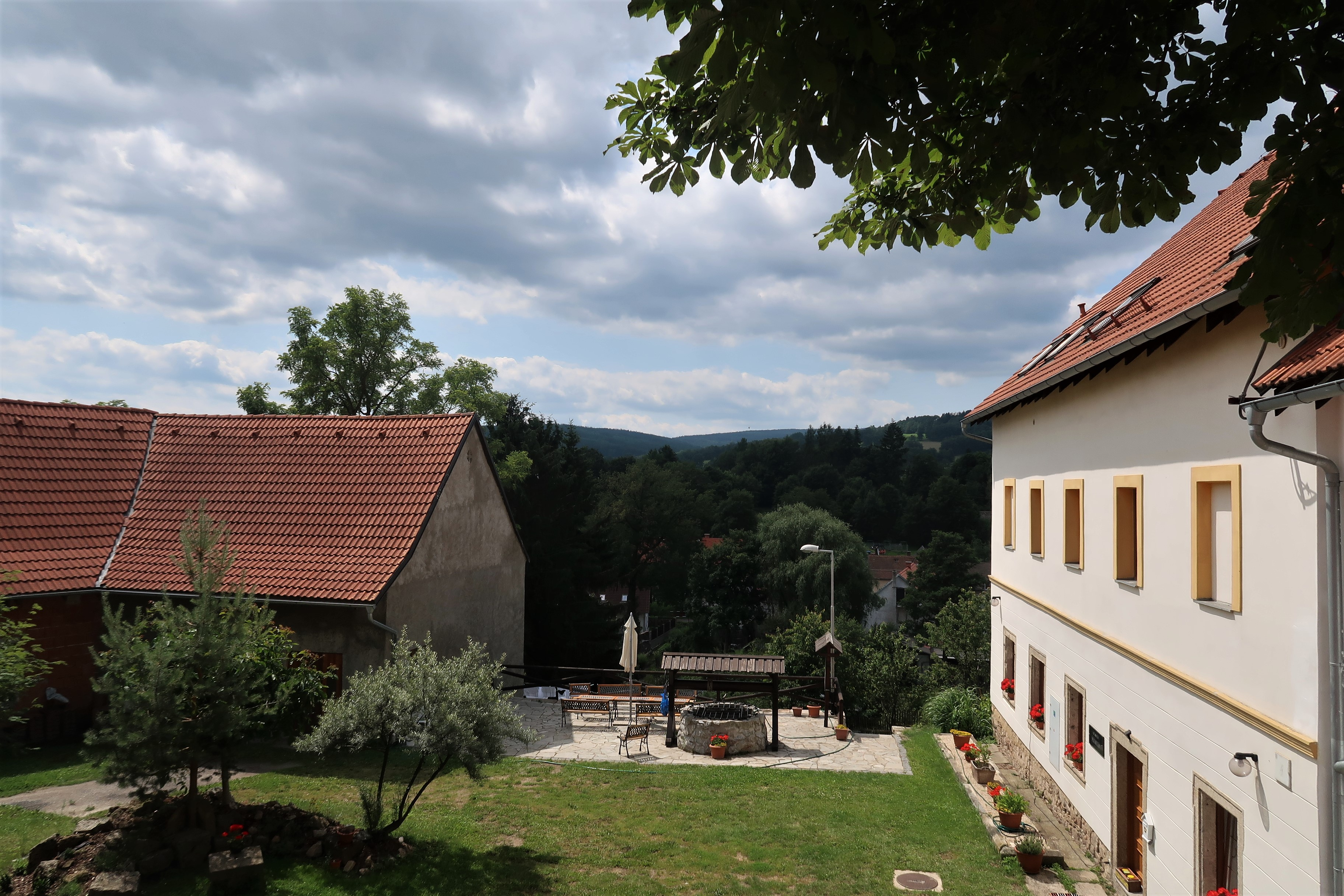
Penzion Fara pod kostelem
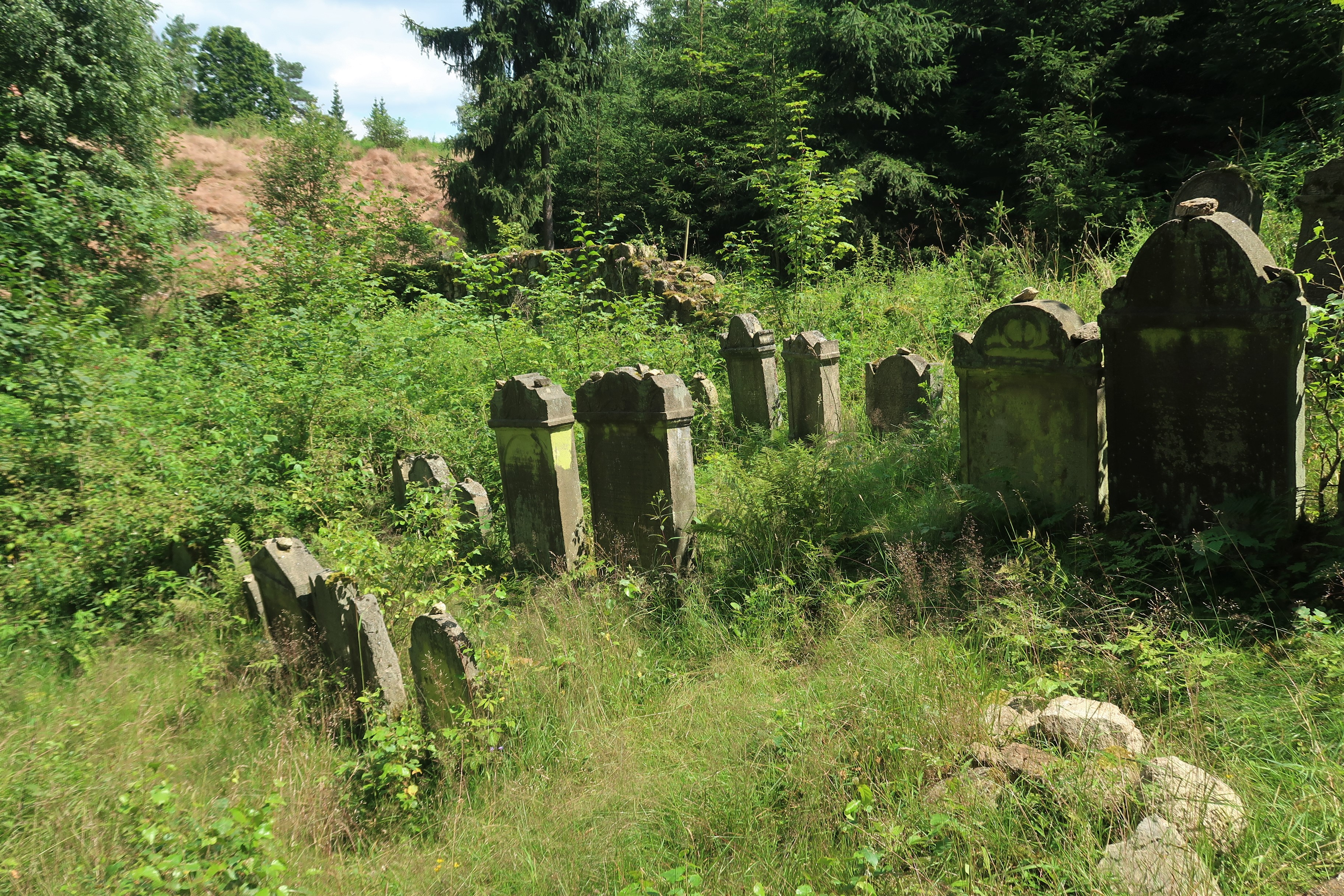
Židovský hřbitov
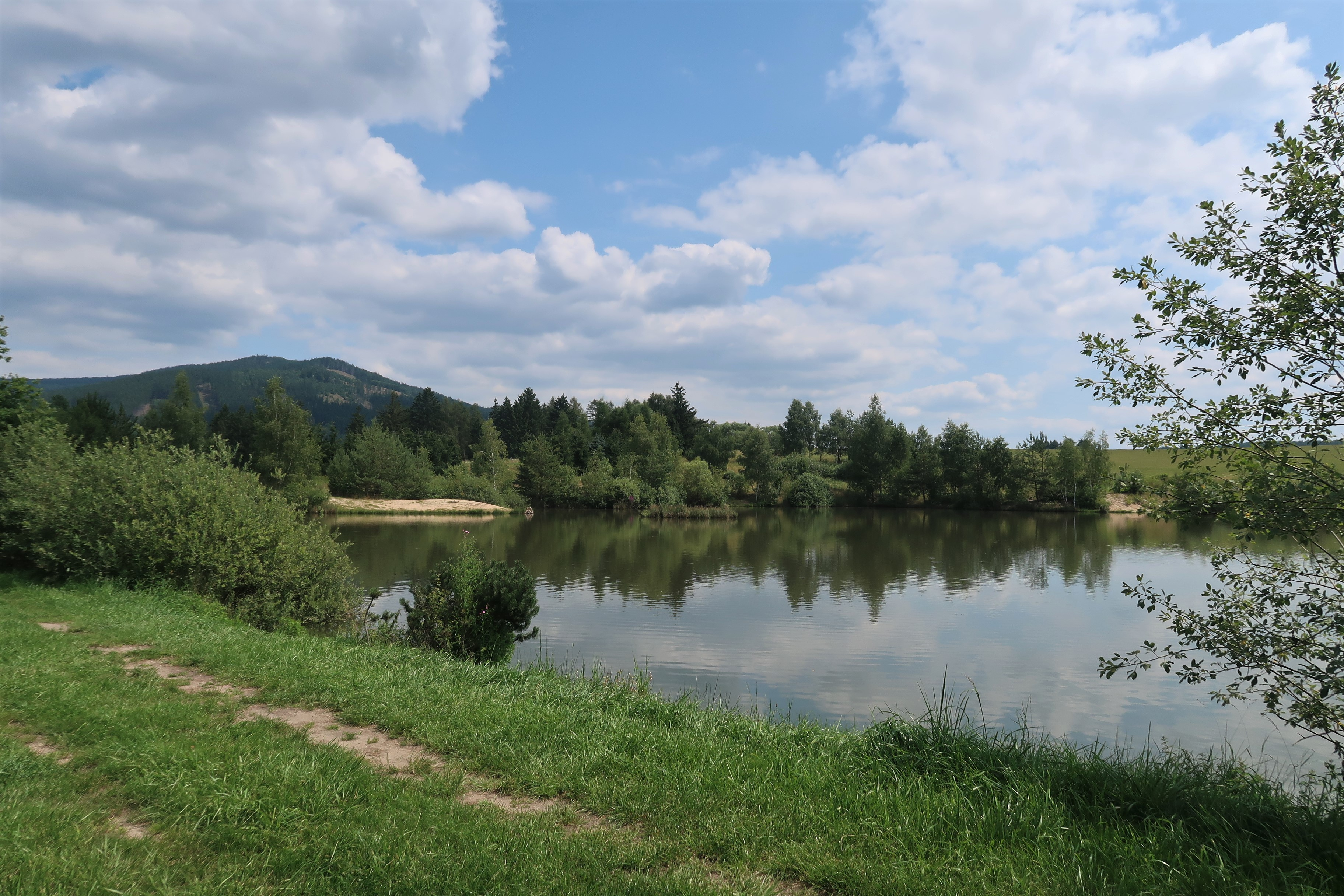
Rybník mezi Dolním Žandovem a Úbočím
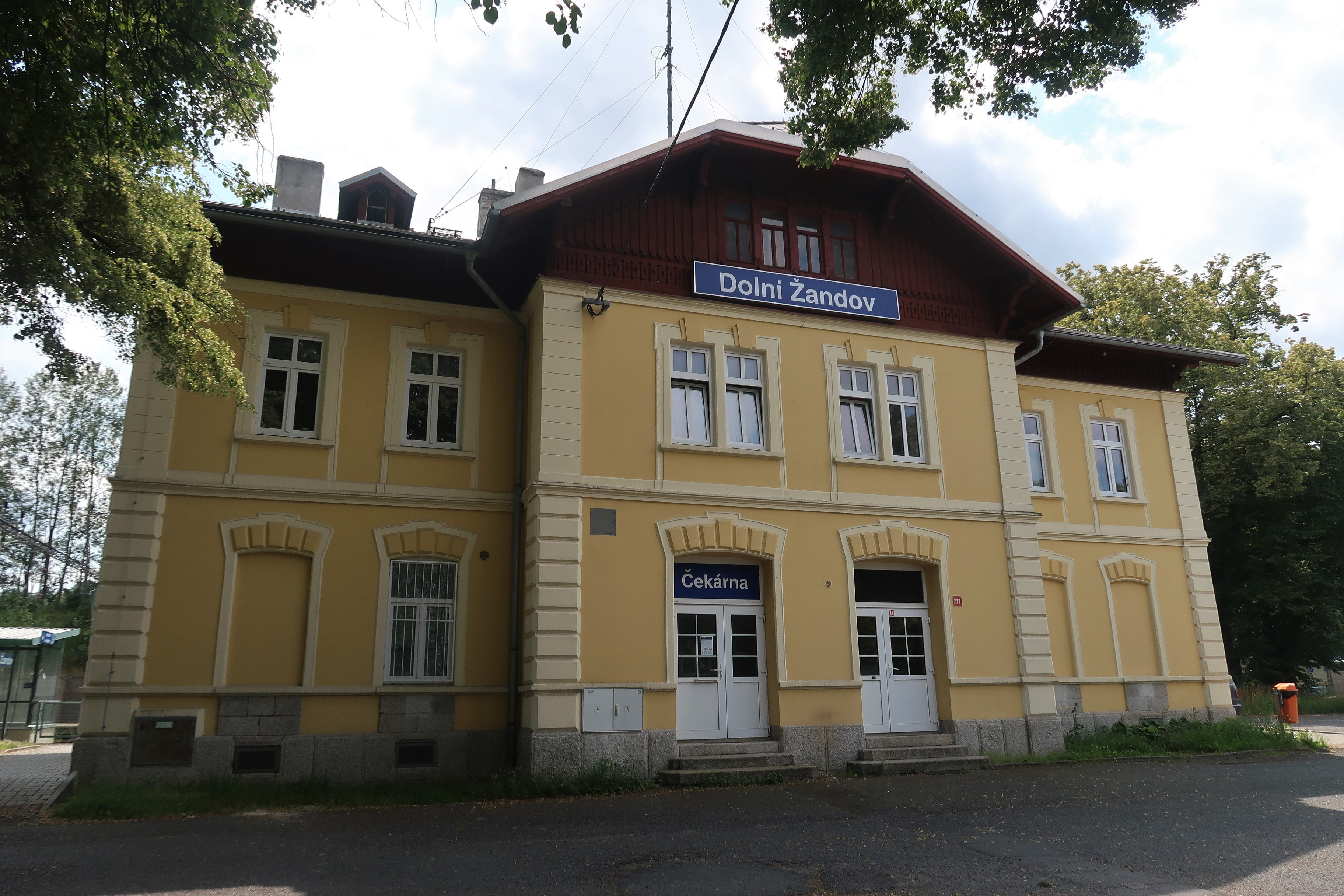
Nádraží